# Tarphius besucheti
Tarphius besucheti is een keversoort uit de familie somberkevers (Zopheridae). De wetenschappelijke naam van de soort werd in 1961 gepubliceerd door Español.